# Jinjutsu
A jinjutsu (magyaros kiejtéssel dzsindzsucu, jelentése: a gyógyítás művészete) egy japán eredetű gyógymód és kapcsolódó tan, amelyben a gyógyítás a szellemi energia közvetítésével történik. A dzsindzsucu szó Tomita Kaidzsi 1933-ban publikált könyvének címéből származik: „Reiki to Jinjutsu – Tomita Ryu Teate Ryoho”. (Reiki és humanitárius munka – Tomita Ryu Kézrátételes Gyógyítás ld.: https://web.archive.org/web/20150123062132/http://www.ihreiki.com/blog/article/tomitas_1933_reiki_book1) Egyesek szerint ez a reiki egy másik elnevezése.

### Mi a Jinjutsu?
A Jinjutsu név alatt gyakorolja Magyarországon az Usui Szellemi Iskola Közösség a Uszui Mikao buddhista tanító által az emberiség számára felajánlott szellemi utat, lelki gyakorlatot, ami egyben a gyakorlói által megtapasztalható csodálatosan hatékony gyógymód is egyben.
Gyógymódként nem használ semmiféle eszközt, orvosságot, kiegészítőt, egyedül a Gyógyítók, Terapeuták kezéből, szívéből áradó kivételesen hatékony energiát közvetítik a betegek számára a Közösség magasabb szintet elért tagjai.

### A Jinjutsu rendszere
A teljes rendszer 13 szintet tartalmaz, ahogy Uszui Mikao 1923-ban megadta. 6 szintet közös gyakorlások alkalmával, a következő hétből ötöt egyéni gyakorlással tanítók útmutatása mellett lehet elérni. Az utolsó két szint elérése teljesen egyéni út már, a tanítók ott már nem tudnak segíteni, csak a színt elérését elismerni. Élő tanátadási vonal, megvilágosodott Mesterek láncolatán át történik az átadás. A közös gyakorlás közösségekben, gyakorlásvezetők útmutatásai alapján történik, mint Japánban is. Utána egyéni tanításban lehet részesülni a tanítóknál, de szigorúak a feltételek a leendő tanítvánnyal szemben: Usui Mester útmutatásait követnie kell, valamint teljesítenie szükséges a tanítványság feltételeit.
Taggá válás: Az első években taggá a helyi közösségeknél lehetett válni. Előfeltétele ennek 4 nyilvános gyakorláson való részvétel volt azok számára, akik a Közösség tagjai szeretnének lenni . Így volt rálátásuk arra, milyen gyakorlások várhatóak és megismerhették a Közösség Szenpai tagjait. Ezt követően, lehettek tagok. A Közösség tagjai közösség-fenntartási járulékot fizettek, majd a Chuden vizsga sikeres letétele után részt vehettek a közösség szervezési munkáiban is, illetve Terapeutaként, gyakorlásvezetőként, esetleg közösségvezetőként aktívan részt vehettek a betegekért végzett munkájában a Közösségnek.
Több szint vizsgával zárul, amiket Shoden, Chuden, Okuden, Kaiden, Sinpiden néven ismernek el a Közösségvezetők, Okudentől a Tanítók. A Közösséget a Sinpiden szintet elért, Soke felhatalmazást is kapott Tanítók vezették. 

### A Jinjutsu története
Fodor György 1993-ban találkozott az akkor Reiki név alatt ismert Usui Shiki Ryoho irányzattal, ami Usui Mester módszerének tanítványai által többször módosított egyik változata, ami az USA-ból (Paula Horan vonala), Svájcból (Dávid Zsuzsanna és Eördögh Kristóf vonala) valamint Németországból (Carl Everding vonala) érkezett Magyarországra. Mint később kiderült, egyáltalán nem egységes szimbólumokkal a vonalakon. A Takata alapító mester által használt 4 szimbólumból csak Paula Horan és Carl Everding vonalán volt meg a formák megőrzése. A szellemiséggel még rosszabb volt a helyzet. Fodor György 1997-ben lett Usui Shiki Ryoho tanító, avatásakor misztikus intuíciókat kapott a Reiki valódi történetével, Uszui Mikao mesterrel kapcsolatban, és egy hegy is megjelent előtte, ami hívta. Nem csak őt mint kiderült, de végül egyedül ő ért célba azok közül, akik Magyarországon érezték az eredeti hívást. 2002-ig alig tanít, inkább a betegekkel szeret foglalkozni, csodás gyógyításainak hírére még körzeti orvosok is hozzá irányították páran a súlyos, gyógyíthatatlan betegeket, illetve több szakorvos is tanul tőle. 
Az Usui Shiki Ryoho I. képzését bárki megkaphatta tőle, de a II. szintre már kevés embert fogadott. A Tradíciót ő már akkor érezte és élte, bár írásba foglalva Hamvas Bélánál találkozott vele. A módszer mellett sok tradicionális szellemi út tanaiba kap beavatást, gyakorolt Tarot, Zen meditációt, a Kabbala Életfa titkos gyakorlatait, beavatást kap a ma már alig ismert tradicionális asztrológiába, tanítást kap W. Charon örökösétől, és Koan interjú során is beavatásban részesül Zen gyakorlás alatt. Több más gyógymódot is megtanult még Shiki Ryoho II. avatása előtt, de végül a Zen és Shiki Ryoho között választ utat. III. avatása előtt tanítója elmondja neki kétségeit: a Reiki sokkal több annál, amit ismernek belőle nyugaton, a rendszer fele elveszhetett már, a szellemiség hanyatlik, és valószínű több szimbólum nem eredeti. A kétségeken meditálva kap intuíciót, hogy esélye van helyreállítani az Usui módszer tradícióját, szellemiségét. Később rájön, a Kurama hegy volt, ami hívta őt. Több mint 10 év telik el kemény munkával, míg a hegyre eljut, több alkalommal is. A hegyen spirituális energia öleli körbe, melyben szinte megfürdik, és kezdődik az Usui Szellemi Iskola kalandos útja. Előtte több éven át megpróbálja az Usui Shiki Ryoho megtisztulását segíteni, ám ez végül csak a formailag rendben lévő vonalaknál megy végbe, és csak ott, ahol a szellemiség is megmaradt vagy az odaadás iránta. 
Nem túlzás azt gondolni, az Usui Shiki Ryoho megtisztulása ekkor kezdődik Magyarországon, és még sok szépet lehet majd hallani az Usui Shiki Ryoho valódi mestereinek munkásságáról. Akik rájöttek hogy az ő vonalaik nem voltak rendben, vagy abbahagyták a gyakorlást, vagy erőteljes összefogásba kezdtek és megpróbálták megakadályozni, japán tanító érkezhessen Magyarországra. Ám próbálkozásaik nem jártak sikerrel, és a Jikiden Reiki tanítója Magyarországra érkezett a Közösség szervezésében, így indult el Magyarországon a Jikiden Reiki iskolája is.
Az Usui Szellemi Iskola Közösség 2007 decemberében már megalakult Tatabányán, Fodor György tanítványaival együtt hozta létre, akik vele tartottak. A Tradíció helyreállítása érdekében 2008-ban sor kerül az első japán útra, majd 2010-ben a következőre. 2014-ben, miután Magyarországról végleg távozott, Japánban, japán nyelven kap tanitói átadást. Mindhárom japán út fontos változásokat hozott, sőt minden nagyobb útmutatás, ami Japánból érkezett. A Tradíció helyreállítása fokozatosan, évek alatt, lépésről lépésre történt meg a japán tanítók, mesterek útmutatásai alapján. 2010-ben Fodor György már több – egykor a Gakkainál is tag – mesterrel találkozott, akik megosztották vele kincseiket. Sok útmutatást kapnak írásban is, japán nyelven, amelyeket a legjobb magyar fordítóval fordíttatnak le, klasszikus japán nyelvből például. 2012-ben az utolsó még addig nem ismert praxis is elérhetővé válik a magyar gyakorló közösség számára. 2013-ban következett a rendszer teljes gyakorlása, majd 2014-ben a már megismert és gyakorolt praxiselemek elrendezése a 13 szintnek megfelelően. Végül az eredeti avatási eljárás vált megismerhetővé és gyakorolhatóvá, amit már 2010-ben megismerhetett, de 2014-től kapott hivatalosan is engedélyt alkalmazására.
A magyar kormány közben 2011-ben a közösséget megfosztja egyházi jogállásától, a romboló hatások elérik a helyi közösségeket, gyógyközpontokat, és a japán tanítók a helyzettel való alapos tájékozódás után az ország elhagyását javasolják a tanítók számára, és a gyógyítók számára sem tartják alkalmas közegnek azt a légkört, amit a hatalom teremtett. A jogfosztás miatt a Közösség pert indított a Strasbourgi Emberi Jogok Európai Bíróságán, amit 2014. áprilisban meg is nyert.2016-ban a Közösségnek már három, Japánban avatott Tanitója van: Seijin és Kikyo csatlakoznak a már akkor Dae Chong néven tevékenykedő alapitó tanitóhoz. Japánban munkájuk nagy elismerést arat, Kikyo mutatta be a magyarországon korábban végzett munkássát a közösségnek. 2018.-ban munkásságuk elismeréseként meghivták őket is Usui Mester emlékkövének avatására, Seijin képviselte a közösséget.
A magyar szervezet neve Usui Spiritual Lernejo.    

### Központjai
Szinte az egész ország területén voltak a jogfosztásig, betegek kezelése folyt Tamásiban, Balatonlellén, Siófokon, Kaposváron, Pécsen, Lakiteleken, Győrben, Tatabányán, Budapesten több helyszínen is, Perbálon, Kecskeméten, továbbá alakultak közösségek Fonyódon, Látrányban, Gyulán, Békéscsabán, Szolnokon, Székesfehérváron, már Nyíregyháza is indulhatott volna, mikor a jogfosztás és súlyos következményei elérték a közösséget. Ma már a barbár, vandál hatalmi rombolás után csak a gyógyítóktól lehet kezelést kérni, minden központ bezárt, csődbe ment vagy külföldre költözött. Fodor György azután döntött a külföldre távozás mellett, hogy magyar emberek már nem mertek hozzá kezelésért menni, annyira féltek a hatalmon lévőktől. Utolsó fél évben csak külföldi betegeken segíthetett így Magyarországon.
2023.-ig a közösség külföldre távozott tanitói nyelveket tanultak, betegeket kezeltek, s készültek a nemzetközi közös elindulásra éveken át. Informatikai rendszereket épitettek, non profit marketinget tanultak, audio vizuális tervezést s megvalósitást, forditottak 10 nyelvre s lefordittatták s lektorálták a tananyagot japán nyelvről összesen 46 nyelvre, mindent saját tagjaik munkájából elsősorban. 2021-től kaptak segitséget, akkor bandladeshi, pakisztáni, szomáliai, amerikai, egyiptomi és nigériai fejlesztők segitettek speciális feladatok esetén. 
2023 november 1.-én egyszerre indulnak el hivatalosan az alábbi UDR (Usui Dentó Ryu) gyógyitó és oktató központok: 
Hakuro, egyelőre Magyarországon, de mint európai központ, költözni fog. 
Kokoro, afrikai központ.
Minamino, észak amerikai központ
Hikari, latin amerikai központ. 
Ázsiában két központ készül. Nevük még nem ismert.E központokban az Usui Dentó Ryu iskola Jinjutsu gyakorlói fogadják a betegeket, és öngyógyitást oktatnak pár évig FIARE néven. 

### Változások
Az Usui Dentó Ryu nemzetközi szervezetté vált és jelentősen szigoritotta a jelentkezést. Csak ajánlásokkal lehet valaki a szervezet tagja, s csak az UDR központokból, ott történt előzetes gyakorlások után lehet jelentkezni. Az UDR Chuden szinttől történő oktatása a világon egy helyen történik s csak a legjobbak kerülhetnek oda be. Ott kell élniük s gyakorolniuk.  
Magyar nyelven nincs többé Usui Dentó Ryu képzés. Angol, spanyol, Esperanto nyelvű csoportok indulnak.  A képzés alaptanitásait FIARE training néven magyarul is lehet tanulni, de csak Magyarország területén kivül. 2024.-ben Bali szigetén illetve a Kanári szigeteken lehet kiscsoportos képzés, esetleg USA-ban, Floridában ott élő magyarok számára.  

### Jelenlegi helyzet
Maradtak magyar gyakorló közösségek, és néhány gyógyító még Magyarországon maradt – ám a külföldre távozók igyekeznek, hogy a többiek is elmehessenek majd, olyan országokba, ahol a becsület és tisztesség számít, nem a párttagság és szervilizmus. Ahol a tehetség kibontakozhat és boldogulhat. 
2023 novembertől világszerte alakulnak uj gyakorló csoportok, közösségek melyek FIARE néven találkoznak az UDR iskola alap gyakorlataival.  

### Gyakorló Közösségei
Budapesten, Tatabányán, Móron és Szegeden maradt a pernyerés idejére gyakorló közösség. 2023 év végére csak egy gyakorló közösség maradt. Uj tagok felvétele már nem lehetséges.  

### Tanítói
Kivétel nélkül külföldre távoztak. 

### Gyógyítói
Külföldön és Magyarországon tevékenykednek.